# Championnats du monde de pentathlon moderne 2011
Navigation
Chengdu 2010 Rome 2012
Les Championnats du monde de pentathlon moderne 2011 se sont déroulés à Moscou en Russie du 8 au 14 septembre.
Ils étaient initialement prévus en Égypte, mais l'actualité politique a modifié le calendrier et déplacé le site des compétitions.

## Résultats

### Hommes
| Épreuves    | Or                                                   | Argent                                                | Bronze                                                            |
| Individuel  | Andreï Moïsseïev                                     | Aleksander Lesun                                      | Ádám Marosi                                                       |
| Par équipes | Russie Andreï Moïsseïev Aleksander Lesun Ilia Frolov | Hongrie Ádám Marosi Robert Kasza Bence Demeter        | Italie Riccardo De Luca Auro Franceschini Nicola Benedetti        |
| Relais      | Hongrie Ádám Marosi Robert Kasza Peter Tibolya       | Corée du Sud Choon-huan Lee Jin-woo Hong Woojin Hwang | Ukraine Pavlo Kirpulyanskyy Pavlo Tymoshchenko Oleksandr Mordasov |

### Femmes
| Épreuves    | Or                                                    | Argent                                                | Bronze                                                              |
| Individuel  | Victoria Tereshuk                                     | Sarolta Kovács                                        | Laura Asadauskaitė                                                  |
| Par équipes | Allemagne Lena Schoneborn Annika Schleu Eva Trautmann | Hongrie Sarolta Kovács Leila Gyenesei Adrienn Tóth    | Russie Evdokia Gretchichnikova Yuliya Kolegova Ekaterina Khuraskina |
| Relais      | Hongrie Adrienn Tóth Sarolta Kovács Leila Gyenesei    | Allemagne Lena Schoneborn Eva Trautmann Annika Schleu | Ukraine Victoria Tereshuk Hanna Buriak Nataliia Levchenko           |

### Mixte
| Épreuves | Or                                             | Argent                                         | Bronze                                        |
| Relais   | Ukraine Victoria Tereshuk Dmytro Kirpulyanskyy | Russie Evdokia Gretchichnikova Sergey Karyakin | Lituanie Laura Asadauskaitė Justinas Kinderis |

## Tableau des médailles
| Rang | Nation       | Or | Argent | Bronze | Total |
| ---- | ------------ | -- | ------ | ------ | ----- |
| 1    | Hongrie      | 2  | 3      | 1      | 6     |
| 2    | Russie       | 2  | 2      | 1      | 5     |
| 3    | Ukraine      | 2  | 0      | 2      | 4     |
| 4    | Allemagne    | 1  | 1      | 0      | 2     |
| 5    | Corée du Sud | 0  | 1      | 0      | 1     |
| 6    | Lituanie     | 0  | 0      | 2      | 2     |
| 7    | Italie       | 0  | 0      | 1      | 1     |
|      | Total        | 7  | 7      | 7      | 21    |